# Gröditz
Gröditz là một thị xã ở huyện Meißen, bang tự do Sachsen, Đức. Đô thị Gröditz có diện tích 8,43 km², dân số thời điểm ngày 31 tháng 12 năm 2006 là 7715 người. Trong thời kỳ thế chiến II, một phân trại của trại tập trung Flossenburg được đặt ở đây. Thị xã có cự ly 12 km về phía đông bắc Riesa, và 7 km về phía tây nam Elsterwerda.

## Cư dân nổi tiếng
- Dieter Riedel, cầu thủ đội tuyển bóng đá quốc gia Đông Đức